# Kitahara Hakushū

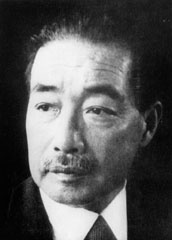
Kitahara Hakushū

Kitahara Hakushū (japanisch 北原 白秋, eigentlich: Kitahara Ryūkichi (北原 隆吉); * 25. Januar 1885 in Yanagawa; † 22. November 1942 in Tokio) war ein japanischer Lyriker, besonders auch der Kinderlyrik.

## Leben
Kitahara veröffentlichte schon als Jugendlicher Gedichte in Zeitschriften und gewann mit dem Gedicht Zento Kakusei no Fu (全都覚醒賦) einen Wettbewerb des Magazins Waseda Gakuhō (早稲田学報). Ab 1904 besuchte er kurze Zeit die Waseda-Universität, wo er u. a. Wakayama Bokusui kennenlernte. Er trat den Schriftstellergruppen Shinshisha (新詩社; 1906) und Pan no Kai (パンの会; 1908) bei und veröffentlichte 1909 seinen ersten Gedichtband Jashūmon. 1913 erschien die Tanka-Sammlung Kiri no Hana.
1918 berief ihn Suzuki Miekichi an seine Zeitschrift Akai Tori (赤い鳥). Hier hatte er die Aufgabe, eingereichte Gedichte zu sichten und Kinderreime und -lieder zu sammeln. Aus der Arbeit entstanden mehrere Gedichtbände und die Essaysammlung Midori no Shokkaku. 1976 erschien Nihon Denshō Dōyō Shūsei (日本伝承童謡集成, „Traditionelle japanische Kinderreime“) in sechs Bänden.
1935 gründete Kitahara das Tanka-Magazin Tama und wurde zu einem der führenden Vertreter des japanischen Symbolismus. Zu den Schriftstellern, die er förderte, gehörten Kimata Osamu und Miya Shūji.
Viele seiner Gedichte wurden von Yamada Kōsaku und Nakamura Shimpei vertont.

## Werke
- Jashūmon (邪宗門), Gedichte, 1909
  - darin enthalten das Gedicht Die geheime Melodie der Ketzerei (Jashūmon hikyoku, 邪宗門秘曲, 1908), aus dem Japanischen mit Anmerkungen von Annelotte Piper, Hefte für ostasiatische Literatur Nr. 12 (März 1992), iudicium Verlag, München 1992, S. 87–94.
- Omoide (思ひ出), Gedichte, 1910
- Kiri no Hana (桐の花), Gedichte, 1913
- Tombo no Medama (とんぼの眼玉), Gedichte für Kinder, 1919
- Mother Goose (まざあ・ぐうす, Mazā Gūsu), Gedichtübersetzungen aus dem Englischen, 1921
- Usagi no Dempō (兎の電報), Kinderreime, 1921
- Kodomo no Mura (子供の村), Kinderreime, 1926
- Midori no Shokkaku (緑の触覚), Essays, 1929